# Espierba
Espierba ist ein spanischer Ort in den Pyrenäen in der Provinz Huesca der Autonomen Gemeinschaft Aragonien. Der Ort gehört zur Gemeinde Bielsa. Espierba hatte im Jahr 2015 33 Einwohner.

## Geografie
Espierba liegt im Valle de Pineta.